# Caenis macrura
Caenis macrura är en dagsländeart som beskrevs av Stephens 1835. Caenis macrura ingår i släktet Caenis, och familjen slamdagsländor. Enligt den svenska rödlistan är arten nära hotad i Sverige. Arten förekommer på Gotland och Svealand. Artens livsmiljö är sjöar och vattendrag, våtmarker.